# Platyplectrus
Platyplectrus is een geslacht van vliesvleugeligen uit de familie Eulophidae. De wetenschappelijke naam van dit geslacht is voor het eerst geldig gepubliceerd in 1941 door Ferrière.

## Soorten
Het geslacht Platyplectrus omvat de volgende soorten:
- Platyplectrus aereiceps (Girault, 1915)
- Platyplectrus ajbanensis Yefremova, 2008
- Platyplectrus aligheri (Girault, 1927)
- Platyplectrus americana (Girault, 1917)
- Platyplectrus artonae (Ferrière, 1940)
- Platyplectrus ausensis (Ferrière, 1941)
- Platyplectrus babarabicus (Myartseva, 1989)
- Platyplectrus baricus Narendran, 2011
- Platyplectrus bouceki (Erdös, 1966)
- Platyplectrus bussyi (Crawford, 1911)
- Platyplectrus cadaverosus (Girault, 1928)
- Platyplectrus capensis Ferrière, 1941
- Platyplectrus chlorocephalus (Nees, 1834)
- Platyplectrus coracinus Wijesekara & Schauff, 1994
- Platyplectrus daricus Narendran, 2011
- Platyplectrus desertus Yefremova, 2008
- Platyplectrus ericatus Narendran, 2011
- Platyplectrus flavus Wijesekara & Schauff, 1994
- Platyplectrus gannoruwaensis Wijesekara & Schauff, 1994
- Platyplectrus japonicus (Ashmead, 1904)
- Platyplectrus kuriani Wijesekara, 1994
- Platyplectrus laeviscuta (Thomson, 1878)
- Platyplectrus magniventris (Girault, 1915)
- Platyplectrus malandaensis (Girault, 1913)
- Platyplectrus malayensis (Ferrière, 1941)
- Platyplectrus medius Zhu & Huang, 2002
- Platyplectrus melinus Wijesekara & Schauff, 1994
- Platyplectrus meruensis (Delucchi, 1962)
- Platyplectrus natadae Ferrière, 1941
- Platyplectrus nigrifemur (Girault, 1913)
- Platyplectrus nilamburicus Narendran, 2011
- Platyplectrus nitidiceps (Ferrière, 1941)
- Platyplectrus obscuratus (Ferrière, 1941)
- Platyplectrus obtusiclavatus Zhu & Huang, 2004
- Platyplectrus odontogaster (Lin, 1963)
- Platyplectrus oricus Narendran, 2011
- Platyplectrus orientalis Yefremova & Myartseva, 1993
- Platyplectrus ornatus Ferrière, 1941
- Platyplectrus orthocraspedae Ferrière, 1941
- Platyplectrus pannonica (Erdös, 1966)
- Platyplectrus papillata Lin, 1963
- Platyplectrus peculiaris Zhu & Huang, 2004
- Platyplectrus philippinensis (Ashmead, 1904)
- Platyplectrus politus (Lin, 1963)
- Platyplectrus pulcher Zhu & Huang, 2004
- Platyplectrus rugosus (Crawford, 1915)
- Platyplectrus rugulosus (Girault, 1928)
- Platyplectrus salomonis (Ferrière, 1941)
- Platyplectrus taprobanes (Gadd, 1945)
- Platyplectrus truncatus Wijesekara & Schauff, 1994
- Platyplectrus variegatus (Girault, 1915)
- Platyplectrus variicolor (Dodd, 1917)
- Platyplectrus viridiceps (Ferrière, 1940)
- Platyplectrus yarensus Narendran & Jilcy, 2006